# Коси, Клемен
Клемен Коси (словен. Klemen Kosi; род. 19 июня 1991 года, Марибор, Словения) — словенский горнолыжник.

## Карьера
В соревнованиях под эгидой FIS Клемен Коси впервые начал участвовать в конце 2006 года. Первоначально он участвовал в гонках FIS, национальных чемпионатах и турнирах Ситизен, но с 2009 года Коси уже стал выступать в Кубке Европы. В 2011 году Клемен был близок к попаданию на подиум на юниорском чемпионате мира, но в слаломе совсем немного уступил лидерам и остался на 4-й позиции. В Кубке мира Коси дебютировал 6 марта 2011 года в словенском городе Краньска Гора. Свои первые очки в рамках мирового Кубка словенский горнолыжник заработал на этапе в швейцарском городе Венген, став 14-м в комбинации. В следующий раз кубковые очки Коси получил спустя год, всё в том же Венгене, заняв в комбинации уже 22-е место. В 2013 году Коси выступил на чемпионате мира, где в комбинации смог занять очень высокое 12-е место, в остальных дисциплинах Клемен расположился в районе 30-го места.
В 2014 году Клемен Коси дебютировал на зимних Олимпийских играх в Сочи. На соревнованиях Клемен выступил во всех пяти дисциплинах. В скоростном спуске словенский горнолыжник пришёл к финишу 24-м, отстав от победителя австрийца Маттиаса Майера менее, чем на 3 секунды. В суперкомбинации Коси был дисквалифицирован и не вышел на вторую попытку. Также ему не удалось завершить соревнования в слаломе. В гигантском слаломе Клемен занял 37-е место, а в супергиганте Коси стал 29-м.

## Результаты

### Олимпийские игры
| Олимпийские игры | Скоростной спуск | Супергигант | Гигантский слалом | Слалом  | Комбинация |
| ---------------- | ---------------- | ----------- | ----------------- | ------- | ---------- |
| Сочи 2014        | 24               | 29          | 36                | DNF (1) | DSQ        |

### Чемпионат мира
| Чемпионат мира | Скоростной спуск | Супергигант | Гигантский слалом | Слалом | Комбинация |
| -------------- | ---------------- | ----------- | ----------------- | ------ | ---------- |
| Шладминг 2013  | 29               | 27          | 31                | —      | 12         |

## Личная жизнь
- Является студентом экономического факультета Университета Марибора.
- Во время открытия зимних Олимпийских игр 2014 года словенский комментатор дал ему шутливое прозвище «Гучи Ямаха».
- Его младшая сестра Михаэла (1993 г.) также выступает в составе сборной Словении на международных соревнованиях по горным лыжам.